# Datiscaceae
Datiscaceae es una familia de plantas que contiene dos especies en su único género Datisca. Otros géneros, Octomeles y Tetrameles son ahora clasificados en la familia Tetramelaceae. Son plantas herbáceas con hojas alternas y pinadas.

## Descripción
Son hierbas dioicas glabras perennifolias. Hojas alternas, imparipinnadas. Flores en racimos terminales o axilares que llevan racimos mezclados con hojas simples. Las flores masculinas: cáliz dividido en 3-4 (-5) lóbulos desiguales; pétalos ausentes; estambres 8-12 (-25), filamentos cortos, anteras de dos celdas, membranosa, dehiscencia longitudinal. Las flores femeninas: cáliz 3-8-lobulado; pétalos ausentes; gineceo inferior, 3-4 (-5)- sincárpico, con 3-4 (-5) parietal placentas. Fruto una cápsula pedicelada, estrechamente oblongo, colgante, con 3-4 nervaduras (-5), cápsula coriácea, abertura en la parte superior entre los estilos. Semillas numerosas, diminutas, exalbuminosa.
La hipótesis filogenética más moderna del orden Cucurbitales y su clasificación en familias y géneros puede ser encontrada en Schaefer y Renner (2011).
Las familias más pequeñas de Cucurbitales como ésta están descriptas en Kubitzki (2011) y además, en lo que concierne a sus caracteres florales y vegetativos, en Matthews y Endress (2004) y en Zhang et al. (2006, 2007), y estos trabajos también son una puerta de entrada hacia la vasta literatura morfológica de esas familias.

## Taxonomía
La familia fue descrita por Barthélemy Charles Joseph Dumortier y publicado en Analyse des Familles de Plantes 13, 14. 1829.

## Clasificación
La clasificación actual suele estar basada en el APG.
Especies:
- Datisca cannabina - cáñamo bastardo
- Datisca glabra
- Datisca glomerata
- Datisca hirta
- Datisca neoalensis